# Papel eletrônico

Esquema de papel eletrônico utilizando tecnologia eletroforética.

O papel eletrônico (em inglês: electronic paper, ou simplesmente e-paper), também conhecido por tinta virtual (em inglês: electronic ink, ou simplesmente e-ink), é o termo que designa tecnologias que procuram imitar o papel convencional com uma impressão eletrônica de textos e imagens, que podem ser apagadas ou alteradas a qualquer momento sem necessidade de um novo papel.
O "papel" é constituído de um "sanduíche" de camadas transparentes e microesferas nas três cores básicas do sistema RGB, ou preto e branco para os equipamentos monocromáticos. A impressão funciona de modo análogo à impressão de fotocópias. Uma imagem "virtual elétrica" é formada em toners e, de acordo com a distribuição destas pelo toner, ocorre o giro e a recombinação das esferas no interior o e-paper, formando novas imagens. Sistemas mais avançados atuais dispensam uso de toners e máquinas de impressão, sendo possível a alteração das imagens por meio eletrônico em pequenos equipamentos e telas muito finas, recebendo os arquivos de uma conexão USB em qualquer computador ou diretamente através de redes sem fio, sem intervenção de um computador.
Entre os equipamentos já disponíveis, o leitor de livros digitais Kindle, da empresa estadunidense Amazon, oferece conectividade wireless, permitindo ao usuário receber em qualquer lugar conteúdo novo, sejam livros, revistas ou jornais. No sistema Kindle, assinaturas de revistas e jornais são entregues pelo sistema sem fio automaticamente, de modo que novas edições são disponibilizadas ao usuário tão logo aprovadas pelo editor da publicação.

## Vantagens

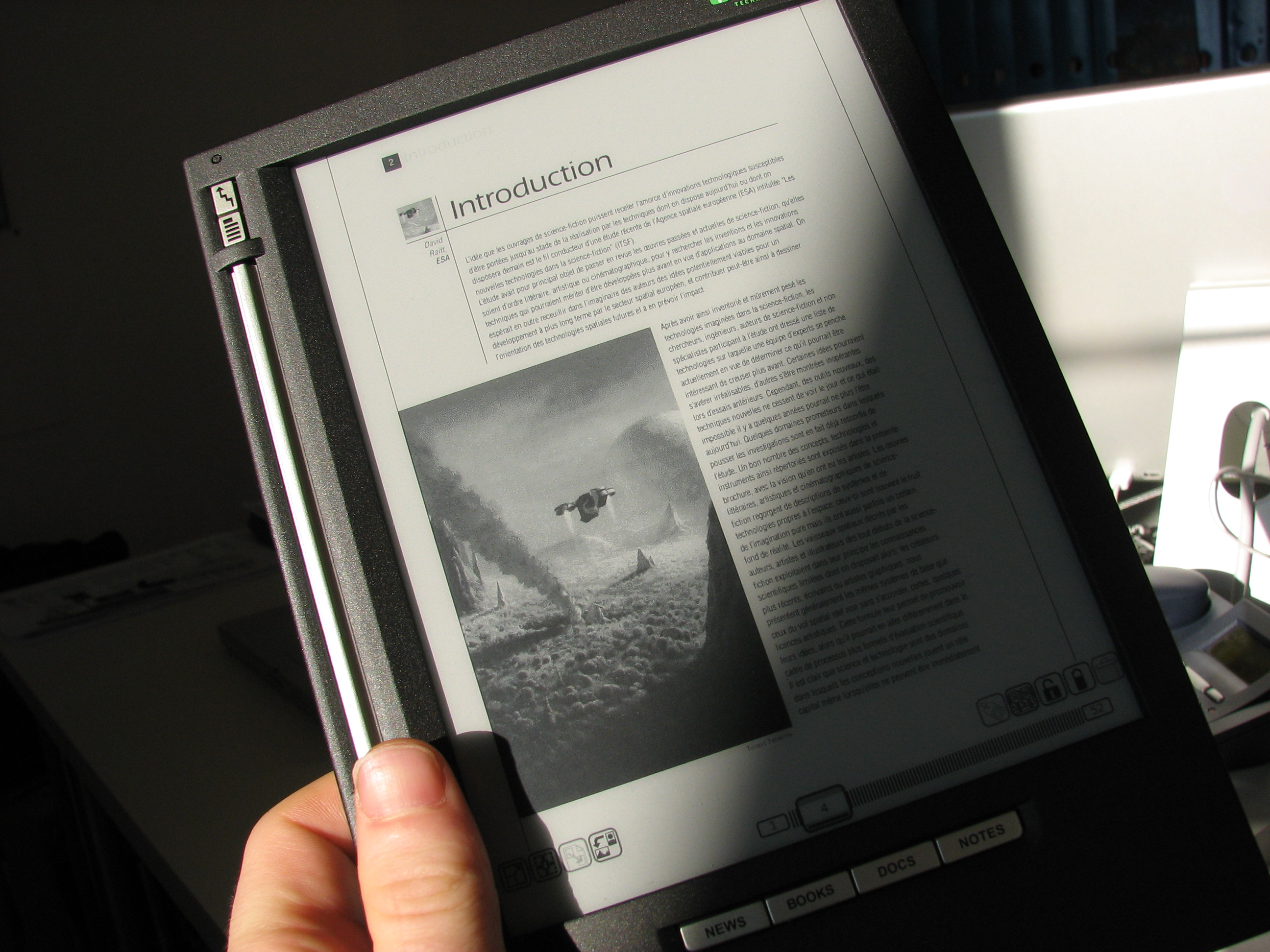
Leitor de livros digitais iLiad.

De acordo com projeções da OMC (Organização Mundial do Comércio) as reservas de papel disponíveis no mundo (plantações de árvores das quais é extraída a celulose) só teriam garantias até o ano 2040. Ou seja, já deveriam existir políticas que reduzissem o uso de papel. Com a popularização dos computadores, o consumo de papel, ao contrário do que se poderia imaginar, aumentou drasticamente tanto em empresas quanto em residências e escolas. O e-paper, parece uma alternativa interessante para determinados usos do papel, onde este por exemplo, é descartado após a utilização. A impressão de jornais e semanais, só para citar um exemplo, poderia se utilizar desta tecnologia. A atualização dos exemplares se daria por conexão com pontos de internet ou por redes sem fio. Um dado importante: 70% dos custos de produção de um jornal se devem à compra dos rolos de papel e gastos com a distribuição física de exemplares.[carece de fontes?]

## Usos

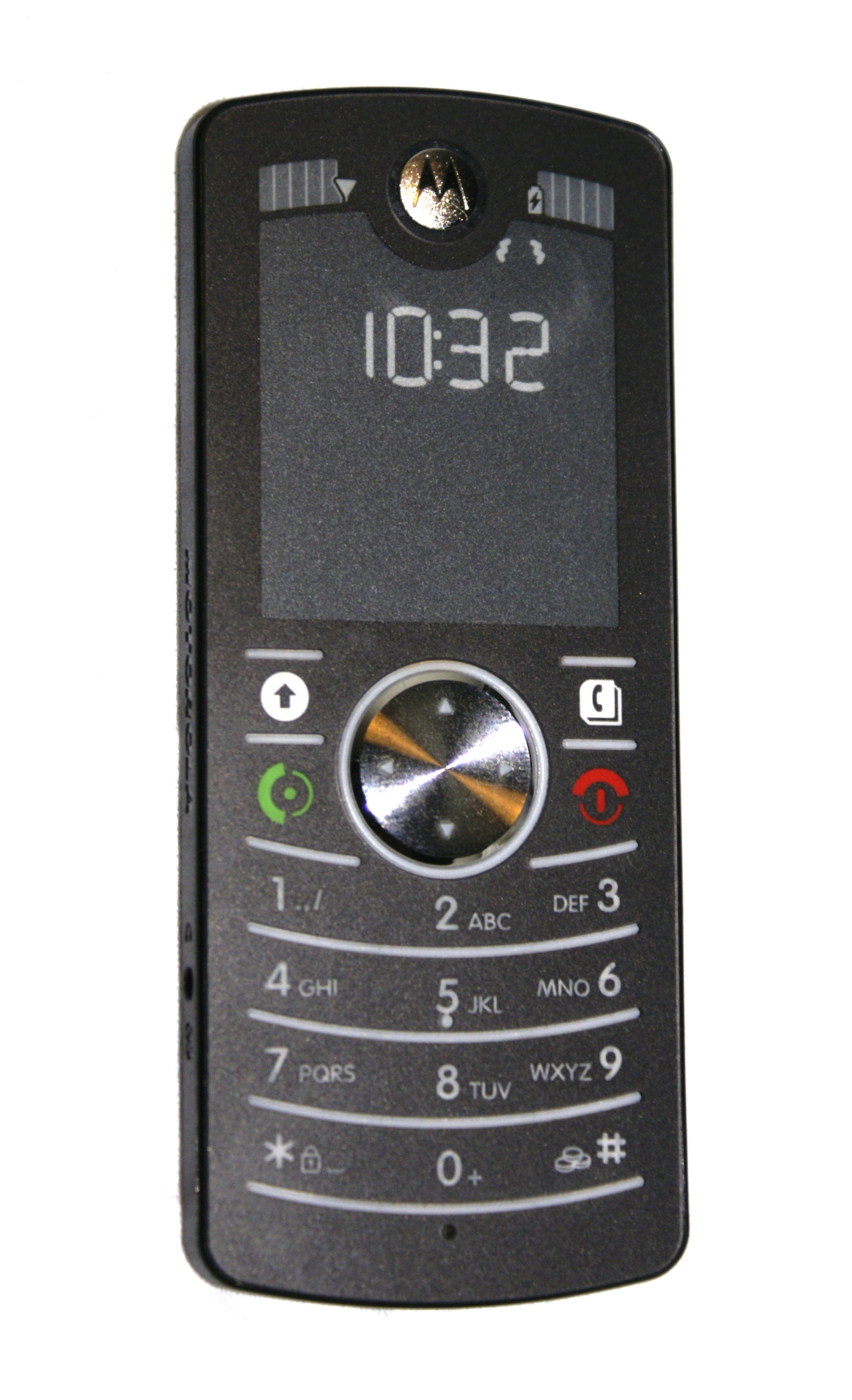
Celular Motorola F3 com tela com tecnologia de papel eletrônico.

Já está em estudo um conjunto de aplicações e utilidades para o e-paper. O papel eletrônico pode inaugurar uma nova geração de telas e ecrãs para televisores e computadores. Ao contrário das telas de cristal líquido atuais, o e-paper não emite luz. Ele funciona como refletor de luz, assim como o papel comum. O resultado disso é um maior conforto visual de quem utiliza a tecnologia. Celulares (telefones móveis), notebooks, laptops, televisores e até relógios e roupas podem incorporar a nova tecnologia. Mas o alvo principal são os leitores de livros digitais (e-Readers).